# Штирбей, Барбу
О господаре Валахии см. Штирбей, Барбу Димитрий
Ба́рбу Штирбе́й (рум. Barbu А. Știrbey; 4 ноября 1872, Буфтя — 26 марта 1946, Бухарест) — Премьер-министр Румынии в 1927. Был сыном князя Александра Штирбея и его жены Марии Гика-Команести, внук Барбу I Дмитрия Штирбея, князя Валахии.

## Биография
У 1895 женился на принцессе Надие Бибеску, имел четырёх дочерей.
Был доверенным лицом королевы Марии, которая сама была очень влиятельной фигурой в румынских правительственных кругах, пока её сын король Кароль II не взошел на престол в 1930 г.
Штирбей и королева Мария были любовниками, и он, вероятно, был отцом её младшего ребёнка, Мирча, и, возможно, Илеаны.
Вскоре после королевского переворота 23 августа 1944 вместе с румынской делегацией поехал в Москву для подписания соглашения о перемирии (12 сентября 1944) между Румынией и СССР.